# Diablo
Diablo je survival videohra žánru akční RPG vytvořená firmou Blizzard Entertainment. Byla vydána v lednu 1997 v USA a sklidila veliký úspěch.
Hra má jeden datadisk vydaný společností Sierra, který se jmenuje Hellfire. V roce 2000 bylo vydáno pokračování Diablo II. Druhé pokračování Diablo III vyšlo 15. května 2012.
Diablo je hra ve 2D v izometrickém náhledu, ve které hráč pomocí myši a klávesnice ovládá jednu ze tří postav. Diablo spadá pod žánr fantasy. Celá hra se odehrává v malé vesničce Tristram v království Khandaras. Po smrti krále Leorica, ve které sehrál svou roli sám Diablo, je království na pokraji chaosu. Vesnička Tristram, ve které Leoric sídlil, je odříznuta od svého okolí a až na deset obyvatel je zcela opuštěna, přičemž v hlubokém labyrintu pod místní katedrálou sídlí neznámé zlo.
V této situaci začíná hráč hru a jeho úkolem je probít se labyrintem až do nejspodnějšího patra a neznámé zlo zlikvidovat.

## Postavy
V průběhu hry hráč zabíjením monster získává zkušenostní body. Po dosažení určitého množství těchto bodů jeho postava postoupí na další úroveň – level. Stává se tím odolnější a mocnější v boji. Dále tímto získá pět bodů, které může hráč podle svého uvážení rozdělit mezi čtyři vlastnosti: sílu, obratnost, magii a vitalitu. Nejvyšší hodnoty těchto vlastností jsou omezené a pro každou ze tří postav různé.
Hratelné jsou celkem tři postavy:

### Válečník (warrior)
Válečník představuje postavu zaměřenou na boj zblízka pomocí ručních sečných a tupých zbraní, jako jsou meče, sekery, palcáty a další. Zaměřuje se na sílu, ale i na vitalitu a obratnost. V kontaktním boji je velmi silný, naopak slabý je v magii, jak kvůli slabé vlastnosti magie, tak kvůli malému množství many.

### Zloděj (rogue)
Zloděj je univerzální postava zaměřená na boj na dálku pomocí luku, ale díky své univerzálnosti může bojovat i kontaktním způsobem jako válečník nebo kouzlením jako kouzelník, avšak je v obou těchto způsobech slabší, než specializovaná postava válečníka nebo kouzelníka. Nejpodstatnější vlastností této postavy je obratnost.

### Kouzelník (wizard)
Kouzelník je postava jednoznačně zaměřená na boj z dálky pomocí kouzel. Ostatní způsoby boje, kontaktními zbraněmi nebo lukem, jsou v jeho případě téměř nepoužitelné. Na druhou stranu pokročilý kouzelník je díky silným kouzlům považován za silnější postavu, než je válečník nebo zloděj. Nejpodstatnější vlastností této postavy je magie.

## Náhodné generování obsahu
Diablo je hra, která je velmi zajímavá svým náhodným generováním herního obsahu. Toto náhodné generování je předpokladem opakované hratelnosti, která je silnou stránkou hry. Náhodně generovány jsou všechny levely hry, s výjimkou samotné vesničky Tristram. V rámci náhodného generování levelů je i náhodně generováno, které druhy nepřátel se v levelu objeví a protože samotné rozložení levelu je náhodné, tak i rozmístění nepřátel je náhodně generováno.
Náhodně jsou rovněž generovány předměty (zbraně, brnění a šperky) ve hře, takže ve výsledku existují tisíce různých předmětů.

## Předměty
Předměty jsou v Diablu, jak již bylo zmíněno, náhodně generovány, a existují ve třech úrovních vzácnosti: obyčejné, magické, nebo unikátní. Obyčejné věci jsou vždy stejné a nemají žádné zvláštní schopnosti. Magické věci mají buď magickou předponu, magickou příponu nebo obojí. Například obyčejný meč (sword) může mít předponu Massive, která zvětší jím způsobené zranění. Nebo může mít příponu of Haste, která zvýší rychlost sekání. Nebo může mít obojí. Pak se jmenuje Massive sword of Haste a má zlepšenou rychlost sekání i sílu zranění.
Magických předpon a přípon jsou řádově stovky, přičemž jsou uspořádány v řadách podle významu od nejhorší po nejlepší. Například existuje řada předpon, které zlepšují zranění způsobené zbraní, jednou z nich je zmiňovaná předpona Massive. Existuje řada pravidel, kdy se různé vlastnosti mohou vyskytovat pouze na určitých zbraních (sečných zbraních, lucích, brnění, špercích atd.), včetně pravidel, který druh nepřátel může danou věc při své smrti upustit. Čím silnější nepřítel, tím lepší magické vlastnosti.
Třetí kategorie, unikátní předměty, mají své konkrétní jméno, jsou až na výjimky vždy stejné a mají až šest magických vlastností.
Zbraní a brnění existuje několik druhů. Zbraně jsou buďto kontaktní, nebo na dálku. Kontaktními zbraněmi jsou meče, sekery, palcáty a kouzelnické hole. Zbraněmi na dálku jsou luky. Všechny zbraně mohou být používány všemi postavami. Podle obrázků z pracovních verzí měly být do hry jako zbraně zahrnuty i kosy.
Do kategorie brnění spadá klasické brnění, které kryje trup postavy. Dělí se na tři základní druhy, látkové (kožené), kroužkové a plátové. Dále sem spadají helmy a štíty. Pokud postava nese dvouruční zbraň, což jsou dvouruční meče a všechny sekery, luky a kouzelnické hole, pak nemůže nést štít.
Samostatnou kategorií jsou šperky, což v Diablu znamená prsteny a amulety. Postava může nést dva prsteny a jeden amulet. Samy o sobě nemají pro postavu žádný význam, ovšem protože jsou zásadně magické, slouží jako "nosiči" magických vlastností.

## Nepřátelé
Nepřátelé v Diablu se dělí do čeledí, přičemž každá čeleď má čtyři druhy. Například čeleď Zombie má čtyři druhy: Zombie, Ghoul, Rotting Carcass a Black Death. Jednotlivé druhy v rámci čeledě se od sebe liší nejen graficky (jiné zbarvení), ale i jinou odolností a silou v boji. Téměř každý druh má alespoň jednoho unikátního zástupce, který má unikátní jméno a je často obklopen skupinou svého druhu.
Jedinými třemi nepřáteli, které nespadají do žádné čeledi (tvoří čeleď o jednom druhu) jsou Butcher, King Leoric a Diablo.

## NPC
Ve hře se vyskytují NPC. Jsou to:
- Ogden – Majitel krčmy U vycházejícího slunce. Tento NPC pouze zadá quest.
- Griswold – Místní kovář, který prodává a kupuje zbraně a brnění, které také opravuje. Kromě toho zadá quest.
- Pepin – Místní ranhojič. Prodává léčivé lektvary a nabízí zdarma uzdravení. Také zadá hráči quest.
- Adria – Místní čarodějka. Prodává a kupuje kouzelné knihy, lahvičky s manou a další magické propriety.
- Wirt – Hoch, který nabízí vždy jednu kouzelnou věc k prodeji. Ovšem je nutné mu zaplatit, aby vůbec ukázal co má. Některé magické vlastnosti (ty nejlepší), jsou k dostání výhradně u něj.
- Cain – Celým jménem Deckard Cain. Nabízí identifikování nalezených magických předmětů. Bez identifikace nejsou magické vlastnosti aktivní.
- Gillian – Pracuje v Ogdenově krčmě, ale ve hře není ničím podstatná.
- Farnham – Místní opilec, který není pro hru podstatný.
- Umírající vesničan – Vždy v multiplayeru a někdy v singleplayeru je u kostela umírající vesničan, který zadá hráči quest. Po zadání questu umře a po jeho dokončení zmizí.

Dále se ve hře vyskytuje Ogdenova žena Garda a Gillianina babička. Tyto postavy však nejsou vidět, dozvíte se o nich pouze z rozhovorů s ostatními postavami.
Posledními postavičkami ve hře jsou tři krávy, které jsou naprosto bezvýznamné, daly však podnět ke vzniku pověsti o tajném kravím levelu v Diablu. Tato pověst není pravdivá.

## Levely
Svět Diabla se v zásadě dělí do dvou částí, jednak do vesničky Tristram a do labyrintu pod místní katedrálou. Tristram je místem, kde nehrozí žádná újma a kde lze v klidu jednat s NPC. Úroveň vesničky Tristram je neměnný, neboť náhodný systém generování se ho netýká. Samotný labyrint je tvořen 16 úrovněmi, které se dělí do čtyř částí. Jsou jimi kostel, katakomby, jeskyně a peklo, vždy po čtyřech levelech. Jednotlivé úrovně jsou spojeny schodišti, takže v každém levelu jsou dvě schodiště, jedno do vyššího levelu a jedno do nižšího levelu. Výjimkou jsou první úrovně katakomb, jeskyň a pekla, kde je ještě třetí schodiště přímo do Tristramu. Přechod mezi levely není plynulý a je rozdělen nahráváním. Nepřátelé mezi levely přecházet nemohou. Grafika každého ze čtyř typů je zásadně odlišná a odlišné je i rozložení levelu. Každý ze čtyř typů úrovní si v rámci náhodného generování zachovává charakteristický vzhled. Například katakomby jsou tvořené úzkými chodbami a malými místnostmi, jeskyně jsou tvořené velkými otevřenými prostory s lávovými jezery.

## Hudba
Hudbu pro Diablo složil Matt Uelmen a hudba svojí vysokou kvalitou velmi výrazně přispívá k atmosféře hry. Celkem je ve hře obsaženo pět skladeb, které hrají na pozadí. Jedna pro Tristram a po jedné pro každý ze čtyř typů levelů.

## Datadisk
Pro Diablo byl vydán jeden datadisk, který se jmenuje Hellfire a vydala ho společnost Sierra Entertainment.

## Multiplayer
Diablo má jak singleplayer, tak multiplayer. S vydáním Diabla byla společností Blizzard představena herní služba Battle.net, která umožňuje setkání hráčů na chatu a zakládání připojování se do internetových her. Kromě tohoto hraní přes internet umožňuje Diablo také hru po modemu, přes LAN (IPX kompatibilní) a přes sériový port.
V multiplayerové hře mohou hrát až čtyři hráči, často je však hrána pouze jedním hráčem. Zaměřením se jedná o čistý kooperační mód, multiplayer byl vyvíjen se snahou, aby skupina postav vzájemně spolupracovala.
Rozdíly oproti singleplayeru jsou následující:
1. Po založení hry je možné v závislosti na pokročilosti postav přejít do libovolné ze čtyř částí hry (kostel, katakomby, jeskyně, peklo). V singleplayeru je nutné postupovat postupně.
2. Singleplayerová hra má ukládání a porážkou Diabla "končí". Je možné s touto postavou začít novou singleplayerovou hru, ale ta začíná opět od začátku. Multiplayerová hra nemá ukládání a "začíná" vždy od počátku.
3. Nepřátelé v multiplayeru jsou silnější.
4. V multiplayeru takřka nejsou žádné questy.
5. Některé předměty se vyskytují pouze v singleplayeru.

Čtyři postavy v multiplayerové hře mohou být libovolných tříd, například čtyři válečníci a tak dále. Všechny kombinace jsou povolené.
Multiplayer byl velmi populární a je jedním z důvodů úspěchů této hry. Řada hráčů, možná i jejich většina, totiž hrála hlavně multiplayer, a to i samostatně, což bylo označováno jako sólo (multiplayer).

## battle.net dnes
Po přesunu většiny hráčů k novějším hrám[kdy?] jsou channely battle.net většinou prázdné na všech gateway[zdroj?]. Zbyla ovšem menší komunita, která si udržuje vztahy napříč všemi gatewayemi.
Na EU Gateway ji lze najít na channelu "diablo deu-1".
Komunita má dva aktivní weby:
- EU: https://web.archive.org/web/20150630105317/http://tristr.am/
- US: http://diablo-stronghold.webs.com/ Archivováno 30. 6. 2015 na Wayback Machine.

## Pokračování
V létě 2000 bylo vydáno pokračování Diabla, tedy Diablo II. Pro něj byl na podzim roku 2001 vydán datadisk Diablo II: Lord of destruction. 15. května 2012 pak vyšlo Diablo III.